# Guaratinga (kommun)
Guaratinga är en kommun i Brasilien.   Den ligger i delstaten Bahia, i den östra delen av landet, 900 km öster om huvudstaden Brasília. Antalet invånare är 22 195.
Omgivningarna runt Guaratinga är huvudsakligen savann. Runt Guaratinga är det glesbefolkat, med 11 invånare per kvadratkilometer.